# Die Zehn Gebote (1939)
 Die Zehn Gebote (Originaltitel: The Great Commandment) ist ein US-amerikanischer Spielfilm aus dem Jahr 1939, der die römische Besetzung Judäas darstellt und die Botschaft Jesu Christi von Friedfertigkeit und Nächstenliebe verbreitet.

## Handlung
Die Handlung spielt in einem Dorf zwischen Jerusalem und Jericho, etwa im Jahr 30 unserer Zeit: Joel und Zadok, die Söhne des Rabbi Lamech, haben sich ohne das Wissen ihres Vaters den Zeloten angeschlossen, einer Widerstandsgruppe, die mit Gewalt gegen die römischen Besatzer vorgehen will. Joel ist verliebt in Tamar, die Tochter des Teppichhändlers Jemuel. Die Väter der beiden vereinbaren, dass die beiden (bei einer entsprechenden Mitgiftzahlung durch Tamars Vater) heiraten dürfen. Joel und Tamar sind sehr glücklich darüber, doch dann überlegen die Väter es sich anders: Zadok soll Tamar heiraten, da Joel als ältester Sohn des Rabbis dessen Nachfolger werden und erst nach seinem Studium heiraten soll.
Ein Trupp römischer Soldaten, angeführt von dem Zenturio Longinus, kommt in das Dorf: Die Römer haben gerade eine neue Steuer eingeführt; wer sie nicht bezahlen kann, wird gefangen genommen und soll in die Zwangsarbeit verschleppt werden. Den Zeloten gelingt es, die Gefangenen zu befreien, und Longinus plant, sich mit einem Massaker an dem gesamten Dorf zu rächen. Der ungestüme Zadok würde an liebsten sofort einen Angriff auf die Römer starten, sein älterer Bruder Joel aber, der Anführer der Zeloten, will noch abwarten: Er hat Gerüchte von einem gewissen Jesus von Nazareth gehört, der schon hunderte Anhänger um sich geschart hat und der von den Juden lange erwartete Messias sein soll. Dieser soll die Zeloten in den Kampf führen.
Als Lamech erfährt, dass Joel Tamar liebt und außerdem in den Reihen der Zeloten kämpft, verstößt er seinen Sohn. Zunächst wollte Joel mit Tamar fliehen, doch dann verlässt er allein das Dorf, um Jesus zu finden und ihn zu bitten, den Kampf der Zeloten anzuführen. Er findet Jesus und seine Jünger, dieser lehrt jedoch Gewaltlosigkeit und will sich nicht überreden lassen, in den Kampf zu ziehen. (Jesus ist nicht im Film zu sehen, nur seine Stimme – gesprochen vom Regisseur Irving Pichel – ist zu hören.)
Joel kehrt am Tag der Hochzeit zwischen Zadok und Tamar in sein Dorf zurück. Kurz darauf kommt Jesus in das Dorf und verbreitet auch dort seine Friedensbotschaft. Lamech und die anderen Dorfältesten misstrauen ihm und glauben, er würde sich mit den alten jüdischen Gesetzen nicht auskennen. Um ihn zu prüfen, fragt Lamech Jesus, was man tun müsse, um das ewige Leben zu erlangen. Daraufhin erzählt Jesus das Gleichnis vom guten Samariter.
Zadok versucht währenddessen, Longinus im Schlaf zu überraschen und zu töten, kann ihn aber nur verletzen und wird von ihm getötet. Der hinzueilende Joel könnte nun den Tod seines Bruders rächen, stattdessen handelt er im Sinne Jesu und beschützt Longinus vor den wütenden Dorfbewohnern mit den Worten: „Dieser Mann ist auch mein Bruder“. Longinus lässt ihn festnehmen und in Jerusalem einsperren, was jedoch nur zu seinem Schutz vor den Dorfbewohnern geschieht. Während er im Gefängnis sitzt und von Tamar besucht wird, wird Jesus gekreuzigt. Longinus ist der Soldat, der Jesus mit seinem Speer in die Seite stach. Als er nun erfährt, dass er Jesus indirekt sein Leben verdankt, bereut er sein Handeln und kehrt mit Joel und Tamar in deren Heimatdorf zurück.

## Produktion
Der Film wurde 1939 von Cathedral Films produziert und kam 1941 im Verleih von 20th Century Fox in die amerikanischen Kinos. Im deutschsprachigen Raum erschien er 2012 auf DVD.